# Oleg Makarov (patinador)
Oleg Vitalyevich Makarov (em russo:  Оле́г Вита́льевич Мака́ров; Leningrado, RSFS da Rússia, 22 de outubro de 1962) é um patinador artístico russo, que competiu em provas de duplas representando a União Soviética. Ele conquistou uma medalha de bronze olímpica em 1984 ao lado de Larisa Selezneva, e três medalhas em campeonatos mundiais, sendo uma de prata e duas de bronze.

## Principais resultados

### Com Larisa Selezneva
| Resultados                                            | Resultados       | Resultados      | Resultados      | Resultados      | Resultados       | Resultados        | Resultados       | Resultados      | Resultados       | Resultados        | Resultados      | Resultados       |
| Internacional                                         | Internacional    | Internacional   | Internacional   | Internacional   | Internacional    | Internacional     | Internacional    | Internacional   | Internacional    | Internacional     | Internacional   | Internacional    |
| Evento/Temporada                                      | 1978– 1979       | 1979– 1980      | 1980– 1981      | 1981– 1982      | 1982– 1983       | 1983– 1984        | 1984– 1985       | 1985– 1986      | 1986– 1987       | 1987– 1988        | 1988– 1989      | 1989– 1990       |
| ----------------------------------------------------- | ---------------- | --------------- | --------------- | --------------- | ---------------- | ----------------- | ---------------- | --------------- | ---------------- | ----------------- | --------------- | ---------------- |
| Jogos Olímpicos                                       |                  |                 |                 |                 |                  | Medalha de bronze |                  |                 |                  | 4.º               |                 |                  |
| Campeonato Mundial                                    |                  |                 |                 |                 |                  | 4.º               | Medalha de prata | 4.º             | 4.º              | Medalha de bronze |                 | 4.º              |
| Campeonato Europeu                                    |                  |                 |                 |                 |                  | 4.º               | Medalha de prata |                 | Medalha de ouro  | Medalha de prata  | Medalha de ouro | Medalha de prata |
| NHK Trophy                                            |                  |                 |                 |                 |                  |                   |                  |                 |                  |                   | Medalha de ouro | Medalha de prata |
| Prize of Moscow News                                  |                  |                 |                 | Medalha de ouro |                  |                   | Medalha de ouro  | Medalha de ouro |                  | Medalha de bronze |                 |                  |
| Internacional – Júnior                                |                  |                 |                 |                 |                  |                   |                  |                 |                  |                   |                 |                  |
| Campeonato Mundial Júnior                             | Medalha de prata | Medalha de ouro | Medalha de ouro |                 |                  |                   |                  |                 |                  |                   |                 |                  |
| Nacional                                              |                  |                 |                 |                 |                  |                   |                  |                 |                  |                   |                 |                  |
| Campeonato Soviético                                  |                  |                 |                 |                 | Medalha de prata |                   | Medalha de ouro  |                 | Medalha de prata | Medalha de ouro   | Medalha de ouro | Medalha de ouro  |
| Camp. Soviético – Júnior                              | Medalha de ouro  | Medalha de ouro | Medalha de ouro |                 |                  |                   |                  |                 |                  |                   |                 |                  |
|                                                       |                  |                 |                 |                 |                  |                   |                  |                 |                  |                   |                 |                  |
| Legenda: Competição não foi disputada nesta temporada |                  |                 |                 |                 |                  |                   |                  |                 |                  |                   |                 |                  |